# Résolution 1566 du Conseil de sécurité des Nations unies
Membres permanents
- Chine
- États-Unis
- France
- Royaume-Uni
- Russie

Membres non permanents
- Algérie
- Allemagne
- Angola
- Bénin
- Brésil
- Chili
- Espagne
- Pakistan
- Philippines
- Roumanie

Résolution no 1565 Résolution no 1567
La résolution 1566 du Conseil de sécurité des Nations unies, adoptée à l'unanimité le 8 octobre 2004, après avoir réaffirmé les résolutions 1267 (1999), 1373 (2001) et 1540 (2004), a condamné le terrorisme comme une menace grave à la paix et a renforcé la législation antiterroriste.

## Résolution
Condamnant le terrorisme comme l'une des menaces les plus graves à la paix et à la sécurité, le Conseil de sécurité a appelé les pays à poursuivre ou à extrader toute personne soutenant des actes terroristes ou participant à la planification de tels actes. Agissant en vertu du chapitre VII de la Charte des Nations unies, il a créé un groupe de travail chargé d'examiner les recommandations sur les mesures à imposer contre « les individus, groupes ou entités impliqués ou associés à des activités terroristes » non déjà identifiés par ses sanctions contre Al-Qaïda et les Taliban. Le nombre croissant de victimes d'attentats terroristes, notamment d'enfants, suscite des inquiétudes.
Certaines approches à étudier comprenaient « des procédures plus efficaces considérées comme appropriées pour traduire en justice par le biais de poursuites ou d'extradition » les individus ou groupe d'individus soutenant le terrorisme, le gel des avoirs financiers, les restrictions de voyage et les embargos sur les armes.
Le texte appelle les pays à prévenir et à punir « les actes criminels, y compris contre des civils, commis dans l'intention de causer la mort ou des blessures corporelles graves, ou la prise d'otages, dans le but de provoquer un état de terreur dans l'opinion publique ou dans un environnement public groupe de personnes ou de personnes particulières, intimider une population ou contraindre un gouvernement ou une organisation internationale à accomplir ou à s'abstenir d'accomplir un acte ». De tels actes n'étaient « en aucun cas justifiables par des considérations de nature politique, philosophique, idéologique, raciale, ethnique, religieuse ou autre », selon le conseil.
La résolution demande également au groupe de travail d'envisager la possibilité de créer un fonds international d'indemnisation pour les victimes d'actes terroristes et leurs familles, qui pourrait être financé par des contributions volontaires générées en partie par les avoirs saisis auprès des organisations terroristes, de leurs membres et de leurs sponsors. Par ailleurs, le secrétaire général Kofi Annan a été prié de rendre opérationnelle la direction exécutive du Comité contre le terrorisme dans les plus brefs délais.

## Adoption
L'Ambassadeur Andrey I. Denisov de Russie – qui a parrainé la résolution aux côtés de la république populaire de Chine, de la France, de l'Allemagne, de la Roumanie, de l'Espagne, du Royaume-Uni et des États-Unis – a souligné la nécessité d'améliorer les instruments juridiques et les autres instruments opérationnels pour lutter contre le terrorisme et les organisations terroristes qui savent changer de tactique en fonction de la situation. Il a déclaré : « Nous sommes convaincus que la résolution renforce encore le rôle essentiel de coordination des Nations Unies dans la campagne internationale contre la menace terroriste ».
L'ambassadeur Emyr Jones Parry du Royaume-Uni, qui assurait la présidence tournante du Conseil en octobre 2004, a déclaré que l'organe composé de 15 membres « a réaffirmé son point de vue selon lequel le terrorisme sous toutes ses formes et manifestations constitue l'une des menaces les plus graves à la paix et à la sécurité internationales, et que tout acte de terrorisme est criminel et injustifiable, quelle que soit sa motivation, quel que soit le moment et quel qu'en soit l'auteur ». L'ambassadeur Jones Parry a également déclaré que ce texte réaffirmait le rôle central de l'ONU dans la lutte contre le terrorisme ainsi que la détermination du Conseil à « faire front ensemble face au fléau du terrorisme ».
L'ambassadeur américain John Danforth a déclaré que les causes profondes ne justifiaient en aucun cas le terrorisme : « La résolution que nous avons adoptée déclare très simplement que le massacre délibéré d'innocents n'est jamais justifiable pour quelque cause que ce soit – jamais ». Il a ajouté que « Certains prétendent que faire exploser des bombes au milieu d'enfants est au service de Dieu », mais qu'un tel acte « est le blasphème ultime ».
La résolution est intervenue quelques jours après les attentats terroristes au Pakistan, en Égypte et la décapitation de l'otage britannique Kenneth Bigley en Irak, qui étaient tous considérés comme l'œuvre d'Al-Qaïda. C'était également le point culminant des efforts diplomatiques antiterroristes déployés par la Russie après le massacre de l'école de Beslan. 

## Voir également
- Législation antiterroriste
- Lutte contre le terrorisme
- Liste d'attentat meurtriers
- Timber Sycamore